# Cau chuột Trung Bộ
Cau chuột Trung Bộ (danh pháp: Pinanga annamensis) là loài thực vật có hoa thuộc họ Arecaceae. Loài này được Magalon mô tả khoa học đầu tiên năm 1930.